# فيرا كامينغز
فيرا كامينغز (بالإنجليزية: Vera Cummings)‏ هي رسامة نيوزيلندية، ولدت في 1891، وتوفيت في 1949.